# Rundgång (radioprogram)
Rundgång var ett radioprogram från Sveriges Radio i Göteborg som sändes i P3 1977–1979. Det ett kåserande program baserat på musik och dagsaktuella händelser som leddes av Tommy Rander och presenterade sig som "ett musikprogram med egna åsikter".